# Coordinating Anthropological Film Festivals of Europe
Coordinating Antropological Film Festivals in Europa, noto anche con l'acronimo CAFFE è un'iniziativa, nata nel 2006, orientata verso una migliore cooperazione e comunicazione tra i festival cinematografici etno-antropologici esistenti in Europa. Il lavoro del CAFFE è basato sull'incremento della rete, fra i vari festival di questo genere; questo strumento è stato determinante per la proliferazione dei festival in Europa. Questa rete non ha un'organizzazione formale, tuttavia è collegata con la Commission of Visual Anthropology (CVA) ed altre reti che agiscono in questo settore.

## La nascita del CAFFE
Il CAFFE è basato sui rappresentanti dei preesistenti festivals, presenti in Europa, che già da tanti anni si incontravano ma, fino alle metà degli anni 2000 non erano ancora strutturati in una organizzazione. 
I vari rappresentanti dei festival si riunirono la prima volta nel 2006, questi erano: Françoise Foucault per il Festival International Jean Rouch (Parigi), Eddy Appels per Beeld Voor Beeld (Amsterdam), Pekka Silvennoinen per VISCULT - Festival of Visual Culture (Joensuu), Peter Crawford per il NAFA International Nordic Anthropological Film Association Conference/Festival], Paolo Piquereddu per il SIEFF Sardinia International Ethnographic Film Festival (Nuoro), Beate Engelbecht per il Göttingen International Ethnographic Film Festival (Gottinga) e Rolf Husmann per il CVA

## Membri del CAFFE
- Astra film (Sibiu, Romania)
- Beeld Voor Beeld (Amsterdam, Paesi Bassi)
- Days of Ethnographic Cinema (Mosca, Russia)
- Days of Ethnographic Film (Lubiana, Slovenia)
- Dialëektus Fesztivál (Budapest, Ungheria)
- Ethnocineca (Vienna, Austria)
- Festival International Jean Rouch (Parigi, Francia)
- Festival of Visual Anthropology (Toruń, Polonia)
- Freiburger Film Forum (Freiburg, Germania)
- GIEFF Göttingen International Ethnographic Film Festival (Gottinga, Germania)
- International Festival of Ethnological Film (Belgrado, Serbia)
- Moscow International Visual Anthropology Festival (Mosca, Russia)
- NAFA International Nordic Anthropological Film Association Conference/Festival]
- RAI International Festival of Ethnographic Film (Leeds, Regno Unito)
- SIEFF Sardinia International Ethnographic Film Festival (Sardegna, Italia)
- VISCULT - Festival of Visual Culture (Joensuu, Finlandia)
- WORLDFILM Tartu Festival of Visual Culture (Tartu, Estonia)